# Theodoxus fluviatilis
Theodoxus fluviatilis é uma espécie de pequeno caracol de água doce e água salobra com brânquia e opérculo, um molusco gastrópode aquático da família Neritidae, conhecida como neritas.
Essa espécie de caracol da família Neritidae, amplamente distribuída, ocorre da Europa à Ásia Central. Possui uma concha espessa com um opérculo calcificado. O padrão de coloração da concha é muito variável, apresentando grande plasticidade fenotípica. Theodoxus fluviatilis vive em ambientes de água doce e salobra, em rios e lagos, geralmente sobre pedras. Alimenta-se principalmente por raspagem de biofilmes e diatomáceas.
Algumas populações dessa espécie estão em expansão, podendo atingir densidades de milhares de caracóis por metro quadrado. As fêmeas depositam cápsulas de ovos, cada uma contendo numerosos ovos, mas apenas um caracol eclode por cápsula. Os caracóis atingem a maturidade sexual em um ano, com uma expectativa de vida total de 2 a 3 anos.

## Taxonomia
Theodoxus fluviatilis foi originalmente descrito como Nerita fluviatilis por Lineu em 1758. O texto original de Lineu (descrição do tipo) em latim era bastante breve e dizia:
| “ | Nerita fluviatilis, n. 632: testa rugosa, labiis edentilis. Habitat in Europa cataractis. | ” |

Em português, isso significa: "Nerita fluviatilis, número 632: a concha é rugosa, sem dentes na abertura. Habita rios na Europa." Posteriormente, a espécie foi transferida para o gênero Theodoxus Montfort, 1810. Theodoxus fluviatilis é, de fato, a espécie-tipo do gênero Theodoxus. Anistratenko e colegas designaram o lectótipo para Theodoxus fluviatilis em 1999 (uma tradução para o inglês foi publicada por Anistratenko em 2005).

### Subespécies
Várias subespécies de Theodoxus fluviatilis foram descritas e reconhecidas de forma inconsistente por diferentes autores:
- Theodoxus fluviatilis fluviatilis (Lineu, 1789)[15][16][17] – descrita em ambiente de água doce.[18]
- Theodoxus fluviatilis fluviatilis f. fontinalis Brard, 1815[16] – por vezes considerada sinônimo de Theodoxus fluviatilis.[2]
- Theodoxus fluviatilis littoralis (Lineu, 1789)[1][16] – descrita em água salobra por Lineu como uma espécie distinta, originalmente chamada Nerita littoralis.[18] Um estudo de Zettler (2008)[8] demonstrou que seu status como subespécie é injustificado,[8] sendo considerada sinônimo de Theodoxus fluviatilis.[2] Embora essas chamadas formas (forma fluviatilis e forma littoralis) difiram em morfologia, ecologia, estratégia reprodutiva e comportamento, provavelmente são apenas ecomorfos.[19]
- Theodoxus fluviatilis sardous (Menke, 1830)[2]
- Theodoxus fluviatilis subthermalis Issel, 1865[2] – ou Theodoxus subthermalis [en] (Bourguignat em Issel, 1865).[4]
- Theodoxus fluviatilis thermalis (Dupuy, 1851).[2]Sintipos de Theodoxus fluviatilis thermalis no Museu de Toulouse.

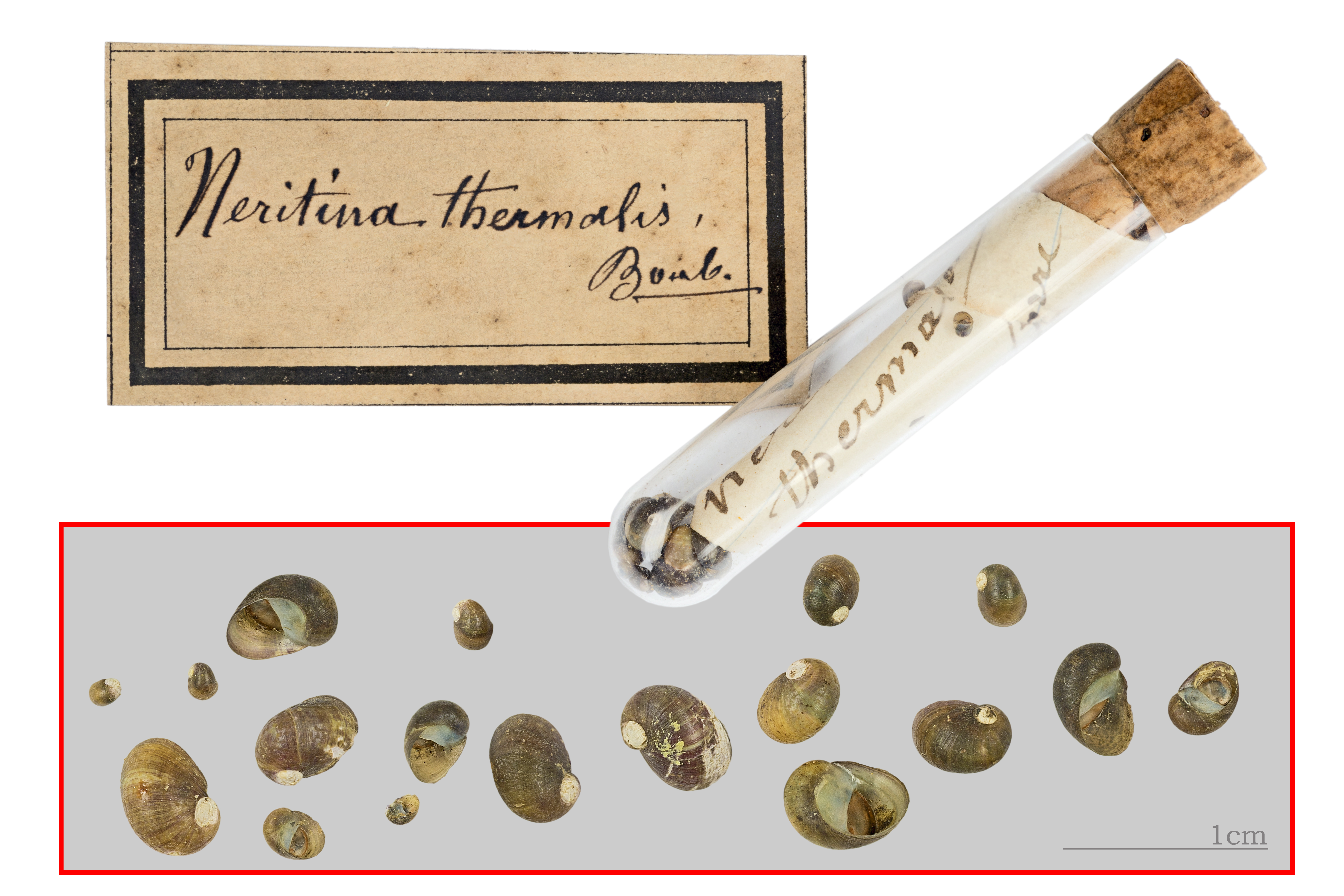
Sintipos de Theodoxus fluviatilis thermalis no Museu de Toulouse.

- Theodoxus fluviatilis transversetaeniatus A. J. Wagner, 1928.[2]
- Theodoxus fluviatilis dalmaticus Sowerby – no Lago de Ocrida.[20]
- Theodoxus fluviatilis euxinus (Clessin, 1885) – considerada uma subespécie.[17]

Bunje (2005) não considera Theodoxus velox Anistratenko, 1999 uma espécie distinta de Theodoxus fluviatilis.

### Cladograma
Um cladograma mostra as relações filogenéticas dentro do gênero Theodoxus:

|  | clado A: Theodoxus anatolicus [en], Theodoxus jordani [en], e Theodoxus macrii                                                                               |
|  | |
|  | \| \| clado C: Theodoxus danubialis [en] e Theodoxus prevostianus [en] \| \| \| \| \| \| clado B: Theodoxus fluviatilis e Theodoxus euxinus [en] \| \| \| \| |
|  | |
|  | clado C: Theodoxus danubialis [en] e Theodoxus prevostianus [en]                                                                                             |
|  | |
|  | clado B: Theodoxus fluviatilis e Theodoxus euxinus [en] |
|  | |

|  | clado C: Theodoxus danubialis [en] e Theodoxus prevostianus [en] |
|  |                                                                  |
|  | clado B: Theodoxus fluviatilis e Theodoxus euxinus [en]          |
|  |                                                                  |

|  | clado A: Theodoxus anatolicus [en], Theodoxus jordani [en], e Theodoxus macrii                                                                               |
|  | |
|  | \| \| clado C: Theodoxus danubialis [en] e Theodoxus prevostianus [en] \| \| \| \| \| \| clado B: Theodoxus fluviatilis e Theodoxus euxinus [en] \| \| \| \| |
|  | |
|  | clado C: Theodoxus danubialis [en] e Theodoxus prevostianus [en]                                                                                             |
|  | |
|  | clado B: Theodoxus fluviatilis e Theodoxus euxinus [en] |
|  | |

|  | clado C: Theodoxus danubialis [en] e Theodoxus prevostianus [en] |
|  |                                                                  |
|  | clado B: Theodoxus fluviatilis e Theodoxus euxinus [en]          |
|  |                                                                  |

|  | clado A: Theodoxus anatolicus [en], Theodoxus jordani [en], e Theodoxus macrii                                                                               |
|  | |
|  | \| \| clado C: Theodoxus danubialis [en] e Theodoxus prevostianus [en] \| \| \| \| \| \| clado B: Theodoxus fluviatilis e Theodoxus euxinus [en] \| \| \| \| |
|  | |
|  | clado C: Theodoxus danubialis [en] e Theodoxus prevostianus [en]                                                                                             |
|  | |
|  | clado B: Theodoxus fluviatilis e Theodoxus euxinus [en] |
|  | |

|  | clado C: Theodoxus danubialis [en] e Theodoxus prevostianus [en] |
|  |                                                                  |
|  | clado B: Theodoxus fluviatilis e Theodoxus euxinus [en]          |
|  |                                                                  |

|  | clado A: Theodoxus anatolicus [en], Theodoxus jordani [en], e Theodoxus macrii                                                                               |
|  | |
|  | \| \| clado C: Theodoxus danubialis [en] e Theodoxus prevostianus [en] \| \| \| \| \| \| clado B: Theodoxus fluviatilis e Theodoxus euxinus [en] \| \| \| \| |
|  | |
|  | clado C: Theodoxus danubialis [en] e Theodoxus prevostianus [en]                                                                                             |
|  | |
|  | clado B: Theodoxus fluviatilis e Theodoxus euxinus [en] |
|  | |

|  | clado C: Theodoxus danubialis [en] e Theodoxus prevostianus [en] |
|  |                                                                  |
|  | clado B: Theodoxus fluviatilis e Theodoxus euxinus [en]          |
|  |                                                                  |

|  | clado A: Theodoxus anatolicus [en], Theodoxus jordani [en], e Theodoxus macrii                                                                               |
|  | |
|  | \| \| clado C: Theodoxus danubialis [en] e Theodoxus prevostianus [en] \| \| \| \| \| \| clado B: Theodoxus fluviatilis e Theodoxus euxinus [en] \| \| \| \| |
|  | |
|  | clado C: Theodoxus danubialis [en] e Theodoxus prevostianus [en]                                                                                             |
|  | |
|  | clado B: Theodoxus fluviatilis e Theodoxus euxinus [en] |
|  | |

|  | clado C: Theodoxus danubialis [en] e Theodoxus prevostianus [en] |
|  |                                                                  |
|  | clado B: Theodoxus fluviatilis e Theodoxus euxinus [en]          |
|  |                                                                  |

|  | clado A: Theodoxus anatolicus [en], Theodoxus jordani [en], e Theodoxus macrii                                                                               |
|  | |
|  | \| \| clado C: Theodoxus danubialis [en] e Theodoxus prevostianus [en] \| \| \| \| \| \| clado B: Theodoxus fluviatilis e Theodoxus euxinus [en] \| \| \| \| |
|  | |
|  | clado C: Theodoxus danubialis [en] e Theodoxus prevostianus [en]                                                                                             |
|  | |
|  | clado B: Theodoxus fluviatilis e Theodoxus euxinus [en] |
|  | |

|  | clado C: Theodoxus danubialis [en] e Theodoxus prevostianus [en] |
|  |                                                                  |
|  | clado B: Theodoxus fluviatilis e Theodoxus euxinus [en]          |
|  |                                                                  |

|  | clado A: Theodoxus anatolicus [en], Theodoxus jordani [en], e Theodoxus macrii                                                                               |
|  | |
|  | \| \| clado C: Theodoxus danubialis [en] e Theodoxus prevostianus [en] \| \| \| \| \| \| clado B: Theodoxus fluviatilis e Theodoxus euxinus [en] \| \| \| \| |
|  | |
|  | clado C: Theodoxus danubialis [en] e Theodoxus prevostianus [en]                                                                                             |
|  | |
|  | clado B: Theodoxus fluviatilis e Theodoxus euxinus [en] |
|  | |

|  | clado C: Theodoxus danubialis [en] e Theodoxus prevostianus [en] |
|  |                                                                  |
|  | clado B: Theodoxus fluviatilis e Theodoxus euxinus [en]          |
|  |                                                                  |

|  | clado A: Theodoxus anatolicus [en], Theodoxus jordani [en], e Theodoxus macrii                                                                               |
|  | |
|  | \| \| clado C: Theodoxus danubialis [en] e Theodoxus prevostianus [en] \| \| \| \| \| \| clado B: Theodoxus fluviatilis e Theodoxus euxinus [en] \| \| \| \| |
|  | |
|  | clado C: Theodoxus danubialis [en] e Theodoxus prevostianus [en]                                                                                             |
|  | |
|  | clado B: Theodoxus fluviatilis e Theodoxus euxinus [en] |
|  | |

|  | clado C: Theodoxus danubialis [en] e Theodoxus prevostianus [en] |
|  |                                                                  |
|  | clado B: Theodoxus fluviatilis e Theodoxus euxinus [en]          |
|  |                                                                  |

Este cladograma indica que o grupo-irmão do clado B é o clado C. Eles se separaram entre 5 e 11,5 milhões de anos atrás, quando existia o Lago Pannon. Espécies de Theodoxus que vivem em água salobra, como Theodoxus fluviatilis e Theodoxus jordani [en], não são aparentemente próximas.

## Distribuição
A localidade-tipo exata dessa espécie é desconhecida, mas provavelmente é o rio Meno no sul da Alemanha. Glöer (2002) considerou a localidade-tipo como "Habitat in fluviis, Upsaliae ad molendinam Ulvam & alibi", o que sugeriria um ambiente de água salobra. A distribuição dessa espécie era considerada europeia, mas, na realidade, a espécie ocorre no oeste ao centro da região paleoártica. Sua ocorrência é dispersa pela Europa e pela Ásia Ocidental, exceto nos Alpes e nas regiões imediatamente ao norte dos Alpes. Esta espécie não vive na Noruega nem na Sibéria. Theodoxus fluviatilis possui a distribuição mais ampla de todas as espécies do gênero Theodoxus. É, de fato, uma das espécies mais amplamente distribuídas de toda a família Neritidae.
Essa espécie é ameaçada principalmente por engenharia fluvial e poluição da água em regiões densamente povoadas. A tendência populacional da espécie é globalmente estável, mas está em declínio em algumas áreas (Alemanha), enquanto em outras está em expansão (por exemplo, no rio Danúbio). No rio Reno, durante a década de 1970, Theodoxus fluviatilis esteve perto da extinção local devido à poluição da água. Posteriormente, a qualidade da água melhorou por mais de duas décadas, levando a uma recuperação. Mesmo assim, a espécie foi extinta no Reno por razões desconhecidas no final da década de 1990. Desde 2006, Theodoxus fluviatilis recolonizou o Reno, provavelmente por meio de transporte hidroviário através do Canal Meno-Danúbio. Uma análise baseada no gene da citocromo c oxidase I (COI) mostrou que a recolonização provavelmente teve origem no Danúbio.

### Europa

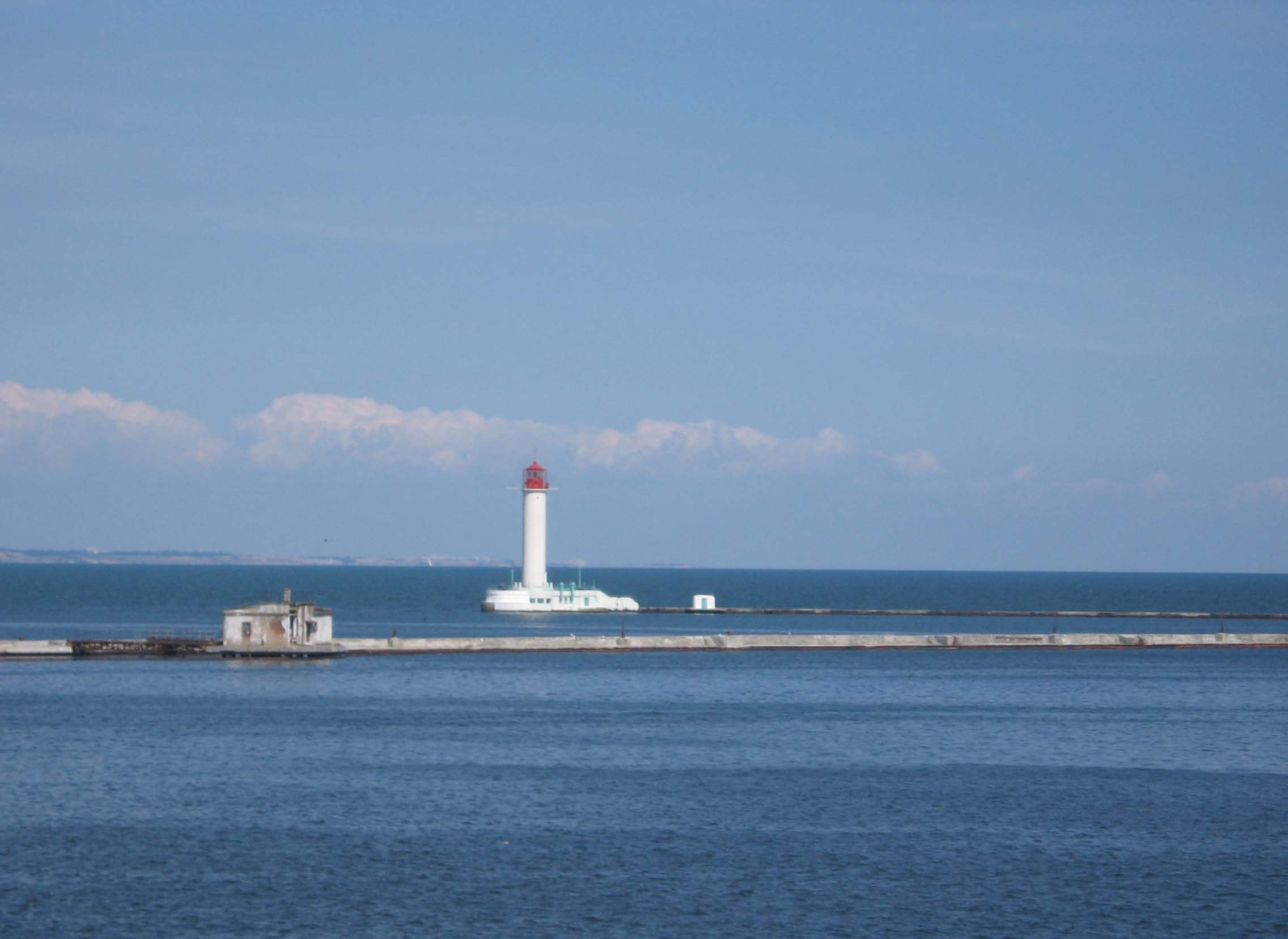
O en é um dos locais onde se sabe que ocorre a espécie Theodoxus fluviatilis.

A espécie ocorre amplamente na Europa Ocidental e é também comum no norte da Irlanda, vivendo em 10% dos rios e córregos irlandeses. Está presente na Grã-Bretanha, incluindo as Órcades, assim como nos Países Baixos, Bélgica, Luxemburgo, Liechtenstein e Mônaco. Também é encontrada na França e na Suíça, onde é considerada criticamente ameaçada. Mais ao sul, ocorre na Espanha e em Portugal, embora restrita a nascentes cársticas no centro de Portugal.
Na Europa Central, a espécie foi recentemente introduzida no rio Danúbio austríaco, onde foi registrada pela primeira vez em Tulln an der Donau, Baixa Áustria, em 2001. Na República Tcheca, está extinta na Boêmia; os únicos registros foram no rio Elba perto de Litoměřice em 1917, e os achados mais recentes de conchas vazias ocorreram em 1943. Theodoxus fluviatilis também ocorre na Polônia, na Eslováquia, onde é não-indígena desde 2002, e na Hungria. Zettler (2008) forneceu uma bibliografia detalhada da distribuição de T. fluviatilis na Alemanha. A distribuição indígena de T. fluviatilis incluía todos os grandes rios: Reno, Meno, Mosela, Necar, Weser, Elba e Óder. No entanto, a espécie está agora altamente ameaçada na Alemanha (Stark gefährdet).
No norte da Europa, a espécie é encontrada na Dinamarca, na Suécia, até 58° N. Também pode ser encontrada nas costas da Finlândia, nas Ilhas Åland, e é conhecida por estar viva lá desde 1994. Nenhuma outra espécie de Theodoxus alcança o Mar Báltico. Ela tem a distribuição mais setentrional do gênero Theodoxus e é também a espécie mais ao norte de toda a família Neritidae. Na Europa Oriental, esse caracol ocorre na Estônia, Lituânia, e Letônia, assim como na Bielorrússia, e na Rússia, do oeste do país até Cáucaso. Desde 1997, foi encontrada no Golfo de Odessa [en], Ucrânia. Na Ucrânia e na Crimeia, é não-indígena, tendo sido registrada pela primeira vez na área em 1955. Também ocorre na Moldávia. No sul da Europa, Theodoxus fluviatilis vive na Albânia, Bósnia e Herzegovina, Romênia, Bulgária, Eslovênia, e Croácia. Na Macedônia e na Albânia, ocorre no Lago de Ocrida(que atravessa a fronteira dos dois países) como a subespécie Theodoxus fluviatilis dalmaticus. É encontrada no continente da Grécia e também em Creta. É conhecida por ocorrer no continente da Itália e também em Sardenha. Ocorre em Montenegro, e na Sérvia.

### Ásia e África
Na Ásia, Theodoxus fluviatilis é encontrada na Turquia. Também pode ser encontrada no Irã, nas províncias de Carmânia, Guilão, Mazandarão, Fars, Hormusgão, Lorestão e Coração. No entanto, até 2012, todos os registros do Irã foram listados como Theodoxus doriae. Na África, essa espécie ocorre na Argélia, e possivelmente (ou provavelmente) no Marrocos, onde há registros que alguns autores consideram confiáveis. No entanto, em vez de uma única espécie, Theodoxus fluviatilis, Brown (1994) reconheceu três espécies no noroeste da África: Theodoxus numidicus, Theodoxus maresi, Theodoxus meridionalis [en].

### Biogeografia pré-histórica
Conchas de Theodoxus fluviatilis foram encontradas em um sítio arqueológico do Paleolítico Superior na caverna Caldeirão, Pedreira, Município de Tomar, Portugal, e também em um sítio de cerca de 6000 anos AP da Idade Litorina nas Ilhas Åland. Conchas do Neolítico Superior foram encontradas em Divoká Šárka [en], República Tcheca. Bunje (2005) hipotetizou que a distribuição ancestral de Theodoxus fluviatilis era a região Ponto-Panônica (sul da Ucrânia, Romênia e Hungria). Bunje sugeriu que a espécie primeiro colonizou o norte da Itália, Grécia e Turquia; na segunda fase, colonizou Espanha, França e Alemanha; e, finalmente, no Holoceno, colonizou as Ilhas Britânicas, Suécia e o Mar Báltico. Em 2002, o malacologista alemão Peter Glöer resumiu a distribuição dessa espécie durante as épocas do Pleistoceno e Holoceno.

## Descrição
A concha de Theodoxus fluviatilis é um pouco achatada, fortemente calcificada e possui 3 a 3,5 voltas (incluindo a protoconcha). Espécimes maiores geralmente estão erodidos. A largura de uma concha adulta é geralmente de 5 a 9 mm, mas pode chegar a 11 a 13 mm. A altura da concha é de 4 a 6,5 mm, ou até 7 mm. Esses valores médios variam entre populações dependendo do ambiente: a largura máxima da concha de populações de água salobra é de 9,3 mm. Conchas de água salobra são um pouco mais curtas, alcançando até 5,8 mm, e o peso máximo da concha é de 124 mg. Em populações de água doce, a largura máxima registrada da concha é de 13,1 mm, e a altura máxima é de 9,3 mm. O peso máximo de conchas de água doce é de 343 mg.

O exterior da concha é basicamente esbranquiçado ou amarelado, com um padrão vermelho-escuro ou violeta em forma de rede. Esse padrão é muito variável (dependendo de fatores ambientais), às vezes apresentando parcialmente faixas, e ocasionalmente sendo uniformemente escuro. A concha é muito variável em cor e padrões de cor, mostrando grande polimorfismo. A coloração e os padrões da concha são muito plásticos em todas as espécies do gênero Theodoxus e essas qualidades podem ser influenciadas por fatores como composição iônica da água, tipo de substrato e nutrição dos indivíduos em vários habitats. Zettler e colegas (2004) mostraram que nas águas costeiras externas do Mar Báltico, a forma de concha quase preta e frequentemente corroída de T. fluviatilis é predominante, enquanto nas partes internas (protegidas) das águas costeiras, formas amareladas-verdes prevalecem. Glöer e Pešić (2015) observaram que espécimes de um substrato rochoso mais escuro eram pretos ou marrom-escuros. Conchas de espécimes de T. fluviatilis do norte da Europa são ornamentadas com um padrão de manchas brancas em forma de gota sobre um fundo escuro ou vermelho. Espécimes do sul da França e Espanha são ornamentados com um padrão de listras em ziguezague, enquanto espécimes dos Bálcãs mostram todas as combinações possíveis de manchas brancas em forma de gota e listras em ziguezague. Animais de habitats lacustres mostram faixas escuras ou claras na concha.

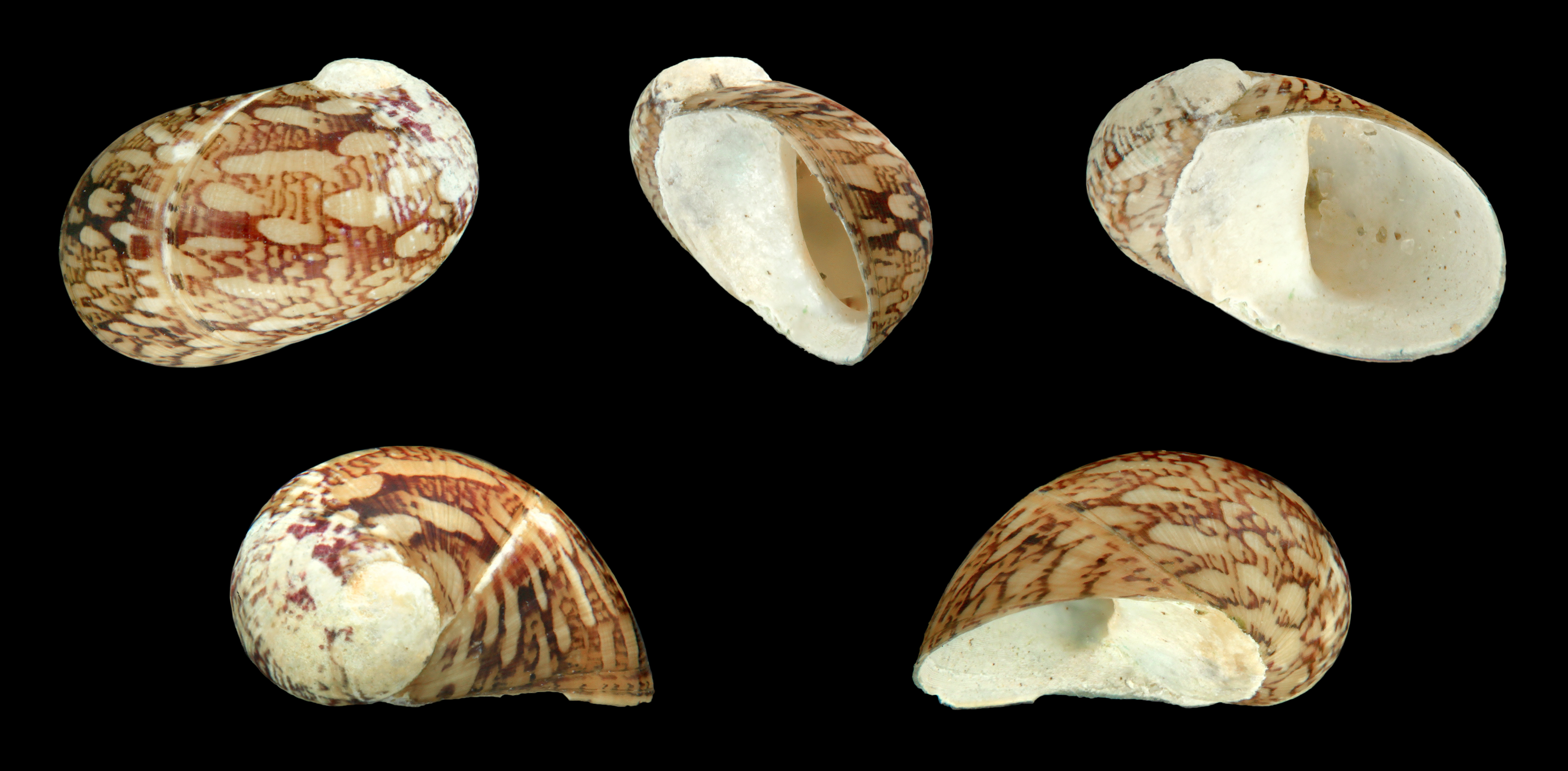
Theodoxus fluviatilis littoralis
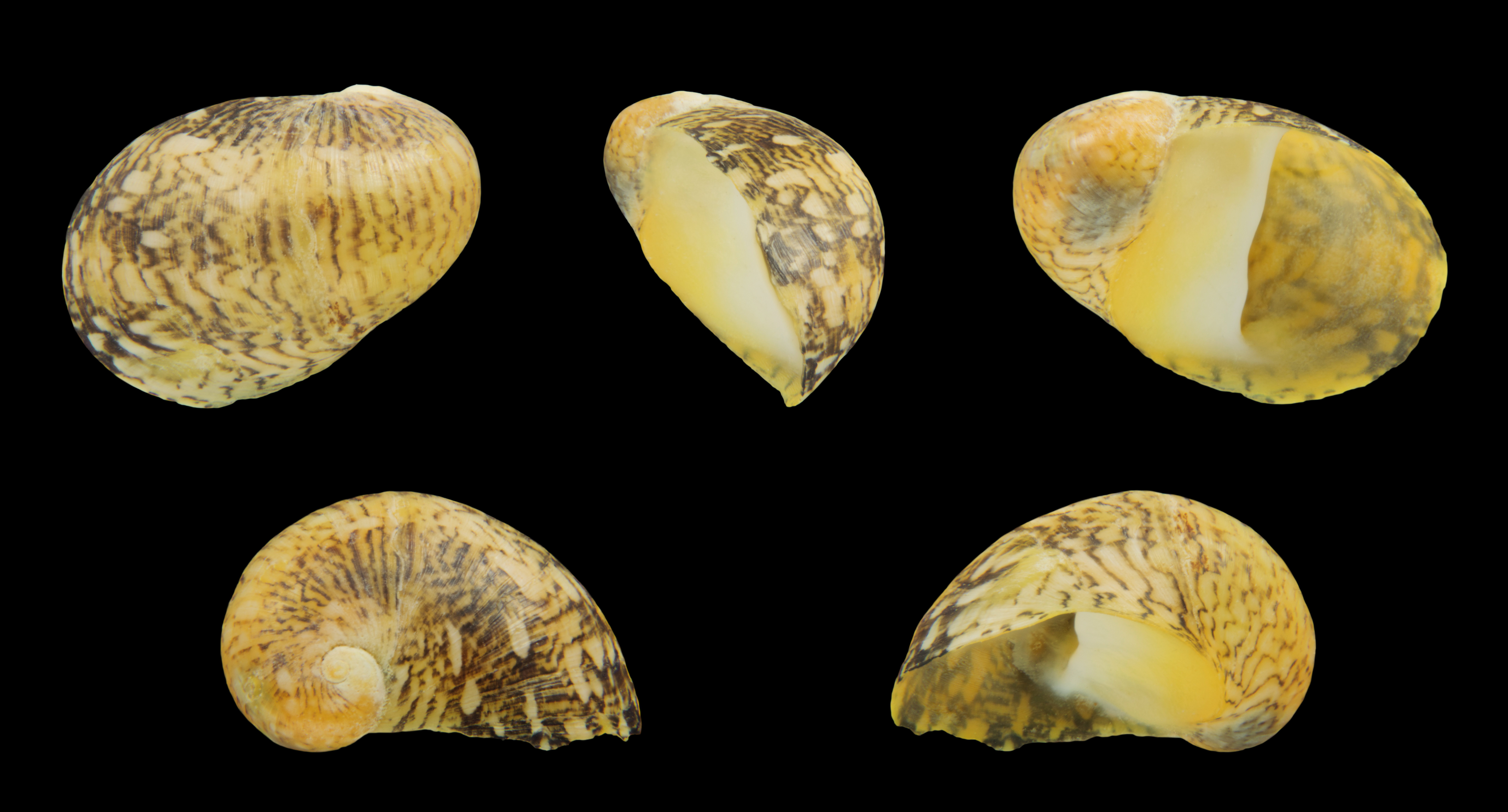
Theodoxus fluviatilis dalmatinus

Imagens que mostram a variabilidade nos padrões de cor das conchas de Theodoxus fluviatilis:
|  |  |  |  |

A forma da concha de T. fluviatilis é semelhante à de T. transversalis [en]. A forma da concha de T. danubialis [en] é mais esférica. A forma da abertura de T. prevostianus [en] é geralmente descendente. No entanto, todas essas espécies exibem grande plasticidade morfológica, o que as torna difíceis de diferenciar. O contorno geral da concha ainda é usado para identificação de espécies na literatura malacológica recente. Embora a coloração e os padrões das conchas não possam ser confiáveis para identificar espécimes, os caracteres do opérculo podem ser usados para uma identificação adequada de T. fluviatilis. O opérculo calcificado de T. fluviatilis é em forma de D, vermelho-claro com margem vermelha, apresentando uma costela larga (também chamada de crista) em sua superfície interna. O músculo columelar está preso à costela. A costela é longa e fina, atenuada na base, enquanto o calo é fino; um pino está ausente. As características do opérculo já são visíveis em juvenis. Há dimorfismo sexual na borda do escudo da costela do opérculo, que é reto nas fêmeas, mas curvo nos machos.
|  |  |  |  |

Aberrações na forma do opérculo foram observadas. Em um espécime de Vouvant, na França, e outro de uma nascente perto de Bar, em Montenegro, uma costela dupla estava presente, mas o escudo da costela estava reduzido; em um espécime do Lago de Ocrida, apenas o escudo da costela estava reduzido. T. fluviatilis pode ser distinguido das outras três espécies mencionadas por ter uma cavidade de costela, formada pela costela e pelo escudo da costela. O escudo da costela, e consequentemente uma cavidade de costela, estão ausentes em T. transversalis, T. danubialis e T. prevostianus. Essas três espécies diferem por terem, além de uma costela, um pino, que está ausente em T. fluviatilis. As partes moles visíveis do animal são amarelo-claras com uma cabeça preta. Os tentáculos são acinzentados e longos. Os olhos são grandes e pretos; o pé é esbranquiçado.

### Rádula

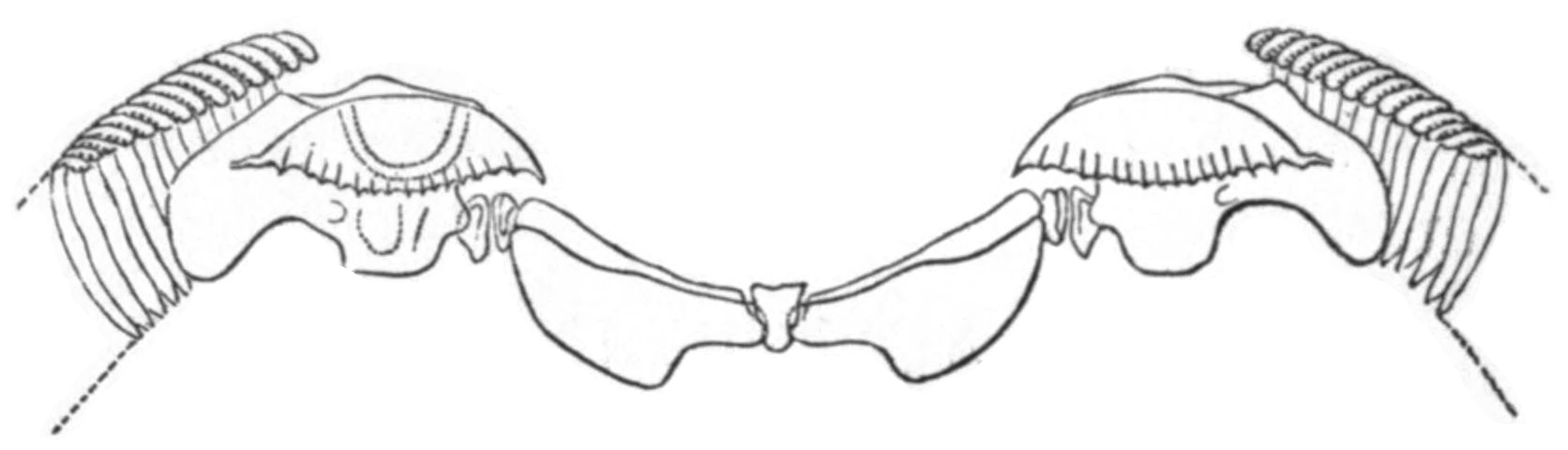
Desenho representando uma única fileira de dentes na rádula de Theodoxus fluviatilis.

Theodoxus fluviatilis, como todas as outras espécies da família Neritidae, tem uma rádula com muitos dentes marginais pequenos que ajudam a "escovar" partículas de alimento para a garganta. Zettler e colegas (2004) e Zettler (2008) fizeram micrografias de MEV da rádula dessa espécie.

### Sistema reprodutivo
Theodoxus fluviatilis tem sexos separados (ou seja, esses caracóis são dioicos). O número diploide de cromossomos (2n) é 25 nos machos e 26 nas fêmeas. Há um sistema X0 de determinação do sexo em Neritidae, e isso foi confirmado para essa espécie também.
As fêmeas têm duas aberturas localizadas sob a borda do manto na cavidade do manto: a abertura da vagina e uma abertura para postura de ovos. A vagina aceita o esperma durante a cópula. A vagina está conectada à bursa e ao espermateca (para armazenamento de esperma). A outra abertura é para a postura de ovos. As células dos ovos originam-se no ovário. As células dos ovos viajam através do oviduto até a câmara de fertilização, onde ocorre a fertilização. Os ovos então se desenvolvem no útero glandular. Uma cápsula é formada no divertículo ao lado do útero. Os ovos são então depositados.
Nos machos, o sêmen é formado no testículo. A estrutura do espermatozoide de T. fluviatilis foi examinada por Gustaf Retzius [en]. Em seguida, o sêmen viaja através da próstata, onde se mistura com o fluido prostático. Finalmente, passa pelo ducto deferente até o pênis. O pênis está localizado no lado interno do tentáculo direito.
|  |  |

### Vários sistemas orgânicos
Sistema circulatório: A pressão osmótica do hemolinfa de Theodoxus fluviatilis é de 95 mOsm. Esse é um valor muito mais baixo do que em caracóis marinhos da subfamília Neritinae. A pressão osmótica e a composição de íons da hemolinfa da subfamília Neritininae (onde o gênero Theodoxus pertence) são semelhantes à hemolinfa da família de caracóis terrestres Helicinidae.

## Ecologia

### Habitat

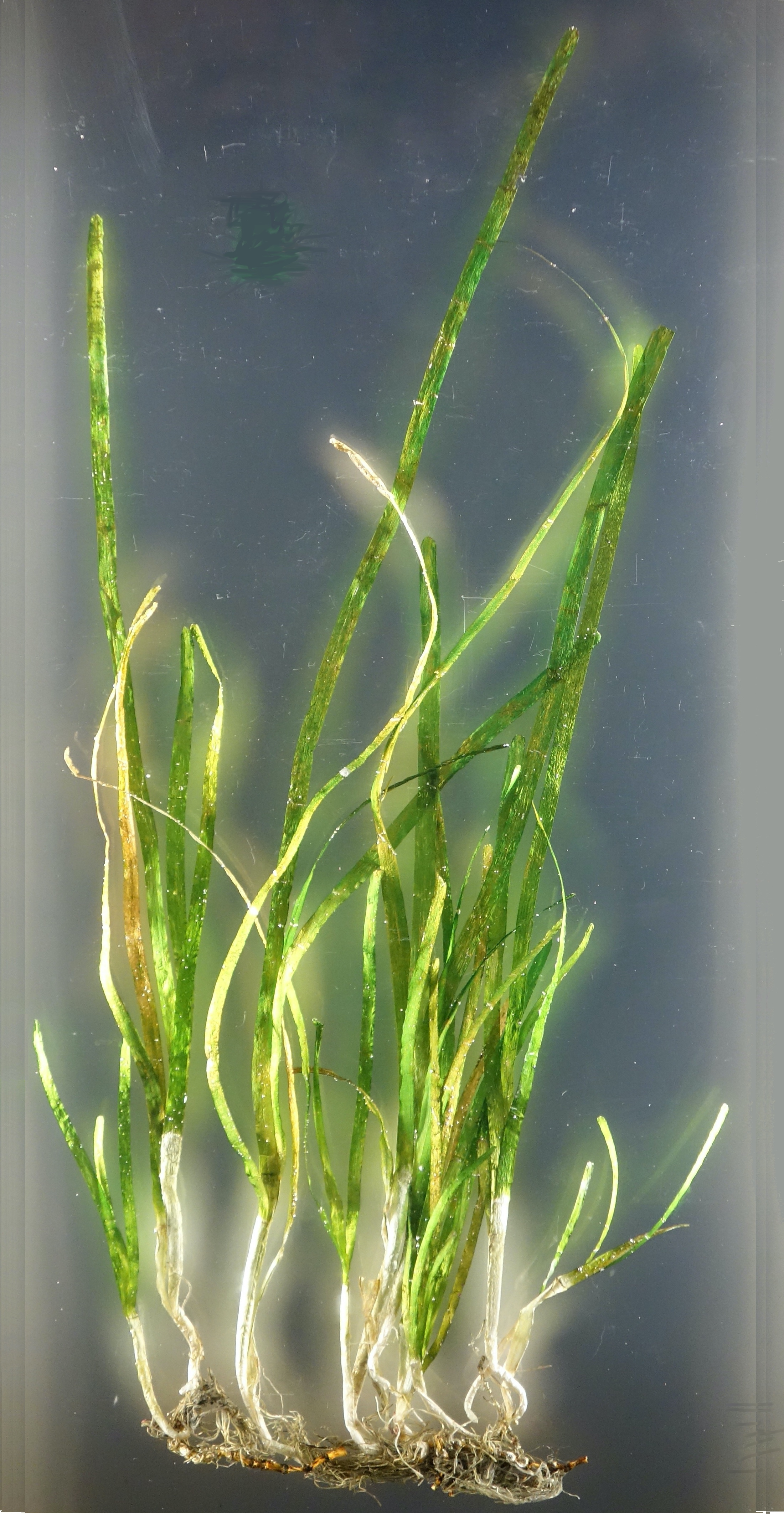
Algumas populações de T. fluviatilis utilizam a erva marinha Zostera marina como habitat em ambientes de água salobra.

Theodoxus fluviatilis prefere habitats de terras baixas (na Suíça, ocorre até 275 m acima do nível do mar) e águas ricas em cálcio. Esse pequeno caracol habita as partes central e inferior dos rios (até 13 m de profundidade), incluindo em água salobra em rios de maré de estuários. Às vezes, vive em lagos em fundos não vegetados. Raramente, vive em nascentes, em águas subterrâneas e em cavernas. Por exemplo, nas Ilhas Åland, Theodoxus fluviatilis foi encontrado vivendo em lagos com um pH de 7,8–8,9. Em córregos e rios na Irlanda, a espécie viveu em água com um pH de 7,0–8,4.
A espécie se fixa facilmente a pedras, o que lhe permite viver em águas de corrente rápida e na zona de ondas em lagos. A capacidade de T. fluviatilis de viver em água doce e também em água salobra demonstra a plasticidade fenotípica dessa espécie. Esse pequeno caracol pode viver em profundidades de até 60 m em águas costeiras. Populações de água salobra podem viver em salinidades de até 15‰ no Mar Báltico ou até 18‰ no Mar Báltico e no Mar Negro. Populações de água salobra toleram salinidade mais alta do que populações de água doce. Populações de água salobra têm uma acumulação muito maior de substâncias positivas à ninidrina.
Essa espécie vive em substratos bentônicos duros, tipicamente rochas. Vive em seixos, às vezes em rochas maiores, e raramente em madeira morta. Tolera leve poluição orgânica, baixo teor de oxigênio (abaixo de 2 mg/litro), mas não tolera longos períodos de secas ou gelo. Vive em águas mesotróficas, e às vezes em águas oligotróficas.
Theodoxus fluviatilis serve como uma espécie indicadora para monitoramento de rios (na Alemanha); no entanto, as populações em expansão também têm alta tolerância a habitats degradados. Th. fluviatilis tem uma grande plasticidade fenotípica: foi encontrado vivendo em pedras e madeira morta em ambientes de água doce; enquanto vive em pedras e em Fucus vesiculosus, Potamogeton e Zostera marina em água salobra no Mar Báltico. A espécie também pode ser encontrada em agregados de Mytilus.
Essa espécie, junto com o isópode Saduria entomon [en], foi encontrada como uma parte dominante da biomassa da fauna nas partes central e norte do Mar Báltico. Populações de água salobra podem atingir densidades de até 200–1000 caracóis por m². T. fluviatilis dalmaticus no Lago de Ocrida pode atingir densidades populacionais de até 6412 caracóis por m². A espécie foi encontrada com uma densidade populacional de até 9000 caracóis por m² em uma nascente do rio Anços no centro de Portugal, onde há uma temperatura estável de 15,3–16,6 °C, que permite a reprodução contínua de T. fluviatilis. No porto de Gabčíkovo, em setembro de 2003, foi registrada uma densidade de 34.932 caracóis filhotes por m².

### Hábitos alimentares
Theodoxus fluviatilis alimenta-se principalmente de diatomáceas que vivem em pedras, raspando biofilmes e também consumindo detritos. Também pode consumir cianobactérias e alga verdes como uma fonte de alimento de baixa qualidade. Cianobactérias contêm toxinas e mucopolissacarídeos indigeríveis, e algas verdes têm celulose em suas paredes celulares (espécies de Theodoxus não possuem enzimas celulase para digerir celulose). Eles também se alimentam de zigotos e germinantes da alga marrom Fucus vesiculosus quando a alga é pequena (até 1 mm). Peters e Traunspurger (2012) estudaram o efeito do pastoreio de T. fluviatilis em meiofauna epilítica e algas.

### Ciclo de vida

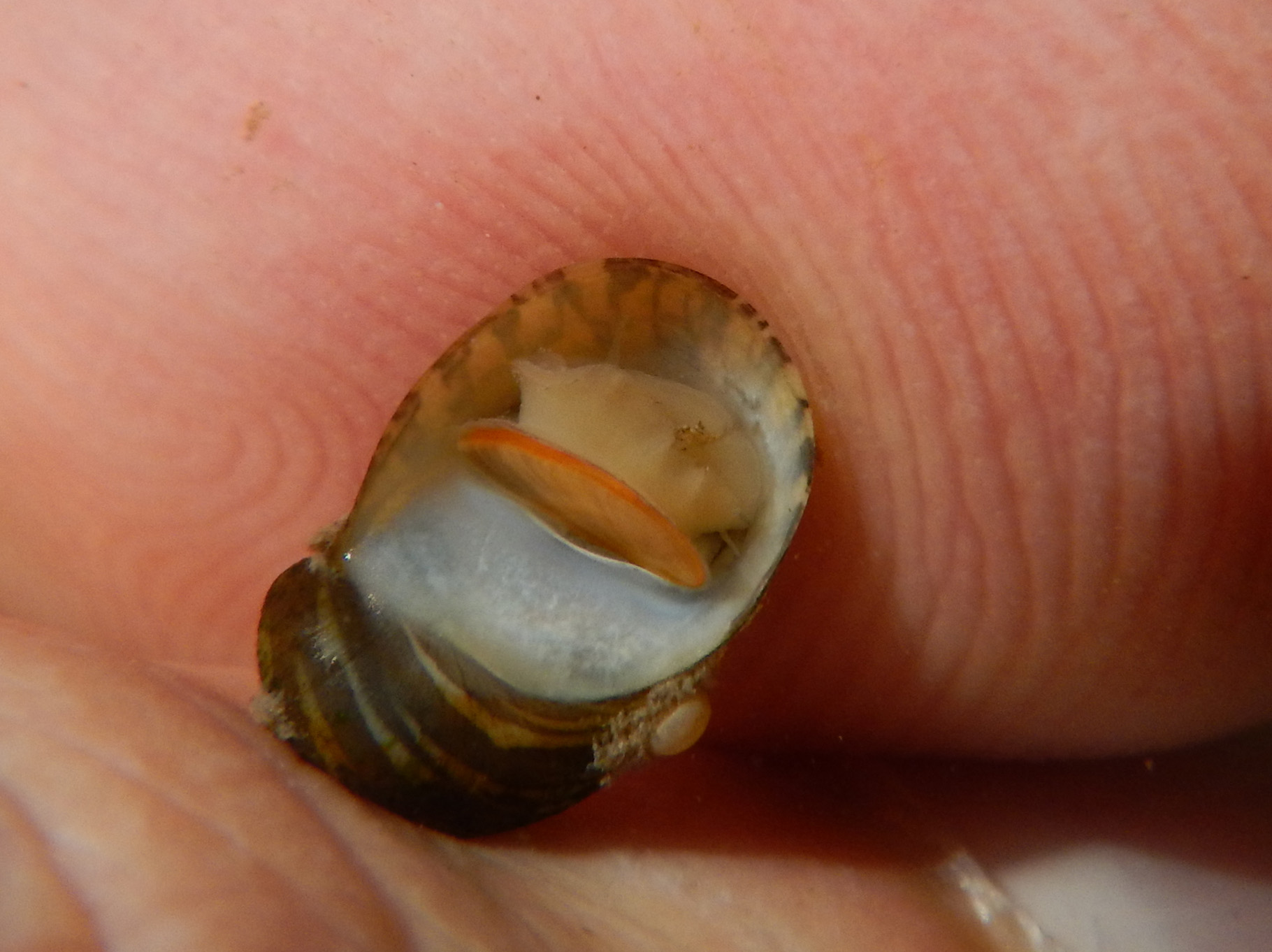
Uma cápsula de ovo na superfície da carapaça de um Theodoxus fluviatilis vivo.

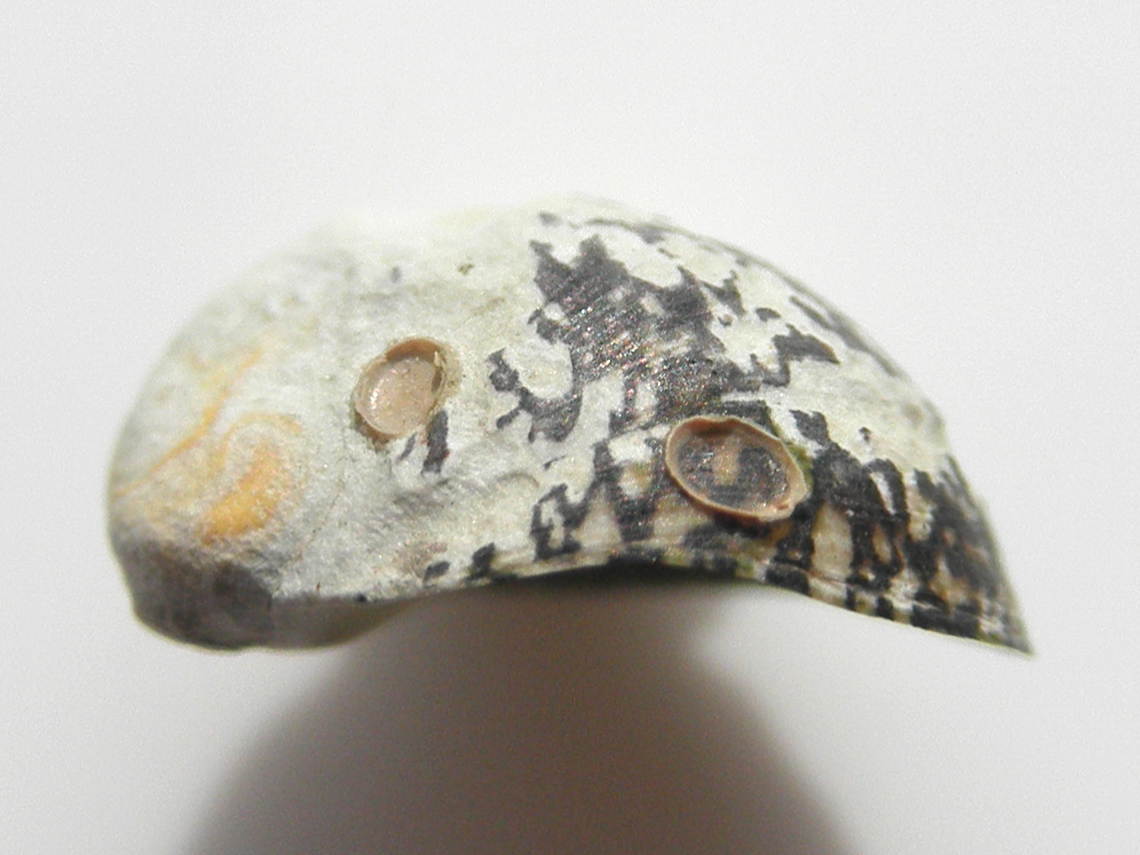
Restos de duas cápsulas de ovos são visíveis na superfície desta concha corroída de Theodoxus fluviatilis. A largura da concha é de 8 mm e a altura é de 6 mm.

Theodoxus fluviatilis é gonocorístico, o que significa que cada animal individual é distintamente macho ou fêmea, e a fertilização cruzada pode ocorrer. A razão sexual é 1:1. A estrutura do flagelo do espermatozoide é única: o flagelo é dividido em duas partes.
Os ovos de T. fluviatilis são geralmente depositados de meados de abril a outubro, em temperaturas acima de 10 °C. Os ovos são depositados em cápsulas de ovos colocadas em pedras e, às vezes, em conchas de indivíduos coespecíficos. As fêmeas geralmente depositam um grupo contendo 4–5 cápsulas. Uma única fêmea geralmente deposita cerca de 40 cápsulas durante o verão e cerca de 20 cápsulas durante o outono. Cápsulas frescas são brancas, mas cápsulas mais velhas tornam-se amarelas ou marrons e podem apresentar uma camada externa epifítica. As cápsulas têm cerca de 1 mm de diâmetro (0,9–1,1 mm), mas em água salobra são geralmente menores (cerca de 0,8 mm). Cápsulas pequenas vazias (estéreis) (0,5–0,8 mm de diâmetro) também podem ser depositadas. O número de ovos por cápsula de ovo varia dependendo do ambiente. Há 100–200 ovos em cada cápsula em água doce, em oposição a 55–80 ovos em cada cápsula em água salobra. Geralmente, apenas um ovo se desenvolve, com os ovos restantes servindo como nutrição para o embrião, resultando em um único caracol filhote eclodindo de cada cápsula.
Filhotes com um comprimento de concha de 0,5–1 mm eclodem após 30 dias (em 25 °C), ou após 65 dias (em 20 °C). O peso seco livre de cinzas de caracóis recém-eclodidos é de 0,012 mg. A protoconcha tem uma volta. Cápsulas depositadas na primavera eclodem após 2–3 meses, em agosto–setembro. Cápsulas do final do verão hibernam porque o desenvolvimento embrionário cessa em temperaturas abaixo de 10 °C, assim, essas cápsulas eclodem na primavera após 7–8 meses. A concha cresce principalmente de maio a agosto; não há crescimento da concha no inverno. Os caracóis atingem a maturidade sexual em menos de 1 ano, quando o comprimento da concha é de 5,5–5,7 mm.
A expectativa de vida de T. fluviatilis é de 2–3 anos. A idade de alguns caracóis foi estimada em 3,5 anos. A taxa de mortalidade é baixa no verão. No entanto, é mais alta no inverno porque gelo e tempestades podem deslocar o substrato, o que pode resultar em danos mecânicos aos caracóis.

### Parasitas e predadores

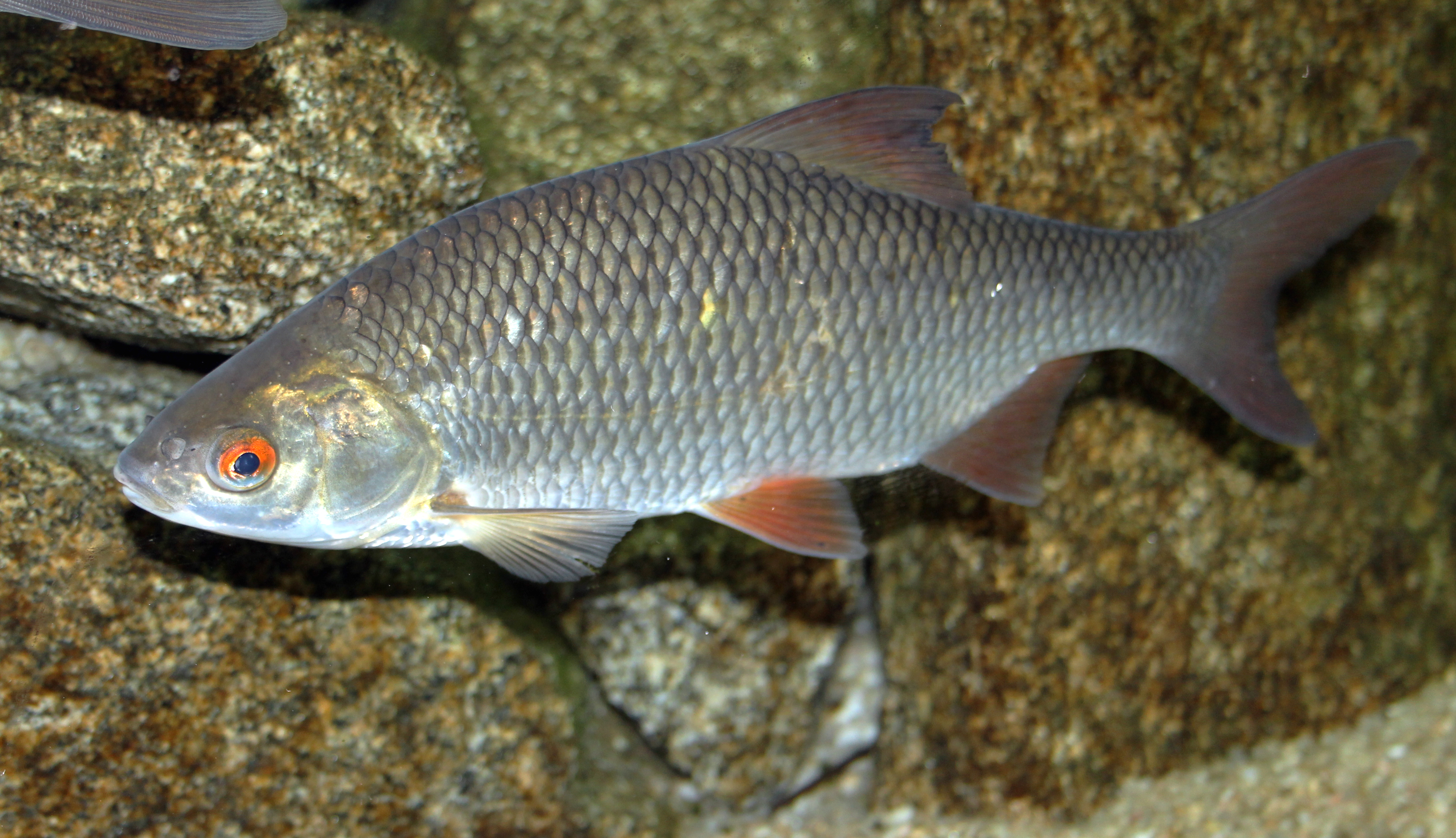
Um dos predadores conhecidos de Theodoxus fluviatilis é Rutilus rutilus.

Parasitas de Theodoxus fluviatilis incluem várias espécies de trematódeos. O caracol serve como primeiro hospedeiro intermediário para Plagioporus skrjabini [en] e como segundo hospedeiro intermediário para Cotylurus cornutus. Asymphylodora demeli também é encontrada nesse pequeno caracol, assim como Notocotylus zduni. Esse pequeno caracol também é parasitado por várias espécies de ciliados. É o principal hospedeiro do ciliado Trichodina baltica; os caracóis geralmente estão 100% infectados na cavidade do manto. Outro ciliado encontrado na cavidade do manto é uma espécie de Scyphidia. Duas outras espécies de ciliados parasitas encontradas nesse caracol são Protospira mazurica, e Hypocomella quatuor. Predadores de Theodoxus fluviatilis incluem o Rutilus rutilus (um peixe de água doce). Theodoxus fluviatilis também é presa de algumas aves.